# Institución Smithsonian
La Institución Smithsonian (en inglés: Smithsonian Institution; a veces conocida simplemente como Smithsonian) es una institución estadounidense dedicada a la investigación científica. Fue creada por el Gobierno de Estados Unidos el 10 de agosto de 1846 y tiene bajo su poder un conjunto de museos, bibliotecas, centros de investigación e instrucción, monumentos históricos y arqueológicos y un zoológico. La mayor parte de estas se encuentran en Washington D.C.; además, la entidad posee locales adicionales en los estados de Maryland, Nueva York y Virginia. 
Asimismo, el Smithsonian mantiene alianzas con más de 200 instituciones y museos con los cuales posee acuerdos de asociación. De esta forma, mantiene presencia en 47 estados del país, en Puerto Rico e incluso en Panamá a través del programa «Smithsonian Affiliates». El organismo también publica sus propias revistas, entre ellas Air & Space y Smithsonian. 
Su presupuesto anual es de US$1,25 mil millones; de esta cantidad, cerca de US$800 millones son asignados por el Congreso estadounidense mediante partidas presupuestarias. El resto proviene de dotaciones financieras de la institución, de donaciones privadas y empresariales, cobros de membrersía e ingresos de venta retail, concesiones y licencias.
Recibe un promedio de 30 millones de personas al año, quienes ingresan a sus instalaciones sin necesidad de pagar una tarifa adicional (con la excepción del Cooper Hewitt Smithsonian Design Museum, ubicado en Nueva York).

## Historia

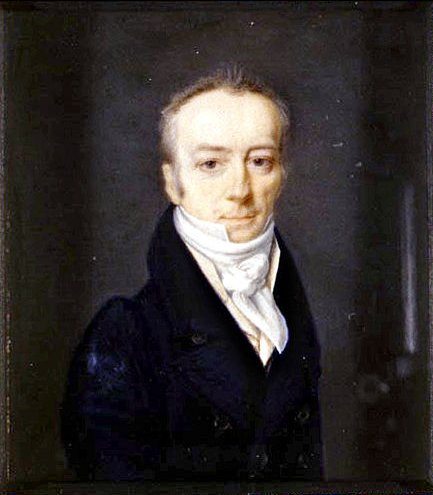
Retrato de James Smithson

La Institución Smithsonian fue fundado en 1846 para el «aumento y difusión» del conocimiento con fondos legados a los Estados Unidos por el científico británico James Smithson (1765–1829), quien, sin embargo, nunca visitó los Estados Unidos. En el testamento de Smithson constaba que, de morir su sobrino Henry James Hungerford sin herederos, el patrimonio de Smithson pasaría a ser propiedad de los Estados Unidos para la creación de una «fundación para el aumento y difusión del conocimiento entre los hombres». Después de que dicho sobrino muriera sin herederos en 1835, el presidente Andrew Jackson informó al Congreso de este legado, que ascendía a 104 960 soberanos de oro, o 500 000 dólares estadounidenses (equivalente a 10 100 997 dólares en 2008 después de la inflación). Tras un acalorado debate sobre si el Gobierno Federal tenía autoridad para aceptar ese regalo, el Congreso aceptó la herencia legada a la nación y se comprometió a invertirla en un fondo de caridad.
Ocho años después, el Congreso aprobó el acta que constituía la Institución Smithsonian, un híbrido entre asociación pública y privada, convirtiéndose en ley el 10 de agosto de 1846 con la firma del presidente James Polk. El proyecto de ley fue redactado por el congresista demócrata por Indiana Robert Dale Owen, socialista e hijo de Robert Owen, padre del cooperativismo.

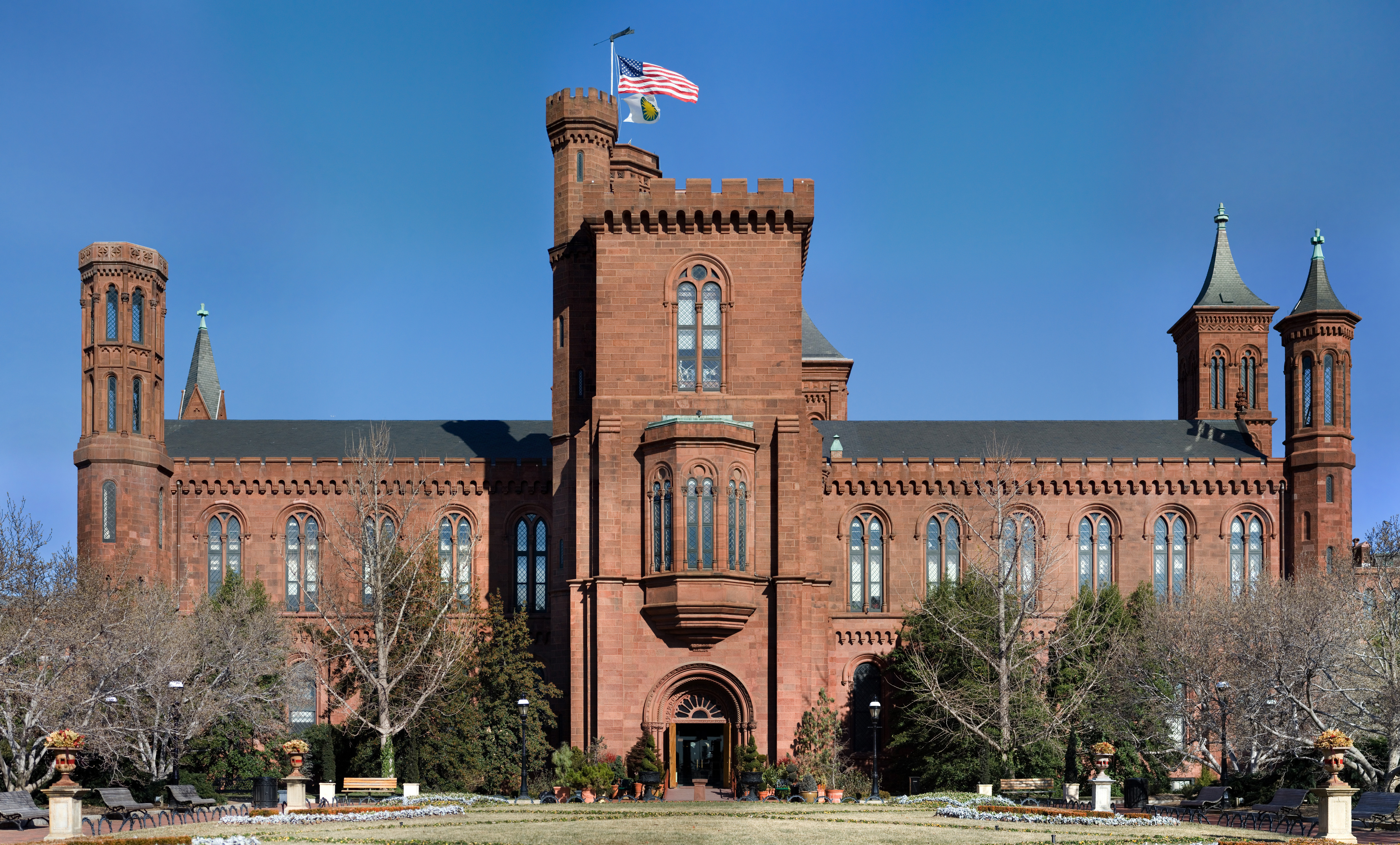
El edificio del Instituto Smithsoniano o "Castillo", ubicado en el Centro Nacional, es la sede de la institución.

La arquitectura almenada del edificio principal de la Institución Smithsonian en el National Mall ha dado lugar a que este sea coloquialmente conocido como "El Castillo". Fue construido por el arquitecto James Renwick Jr. y terminado en 1855. Muchos de los otros edificios de la Institución son hitos históricos y arquitectónicos. El filántropo de Detroit Charles Lang Freer donó su colección privada a la galería, además de fondos para construir el museo, constituyendo una de las donaciones más importantes que el Smithsoniano recibía de un particular.
Pese a que el primer secretario del Smithsonian, Joseph Henry, quiso hacer de la institución un centro para la investigación científica, pronto se convirtió en depositaria de diversas colecciones gubernamentales. La expedición que la Armada de los Estados Unidos realizó circunnavegando el globo entre 1838 y 1842 acumuló miles de especímenes de animales, un herbario de 50 000 ejemplares, conchas, minerales, aves tropicales, muestras de agua de mar y piezas etnográficas procedentes del Pacífico Sur.
Todos estos elementos pasaron a formar parte de la colección del Smithsonian, así como los procedentes de las exploraciones militares y civiles realizadas en el oeste americano; entre ellas, la exploración de la frontera con México y las de la línea de ferrocarril del Pacífico, que reunieron objetos de los nativos americanos y especímenes de estudio natural.
La Institución se convirtió en un imán para los naturalistas desde 1857 a 1866, quienes formaron un grupo llamado Club del Megaterio.
Entre otras anécdotas relacionadas con la institución, figura la nominación en su honor del asteroide (3773) Smithsonian, descubierto en 1984. En el año 2009, la Institución Smithsonian concedió el derecho de usar su nombre a terceros por primera vez en su historia, en la película de aventuras Night at the Museum: Battle of the Smithsonian.

## Administración

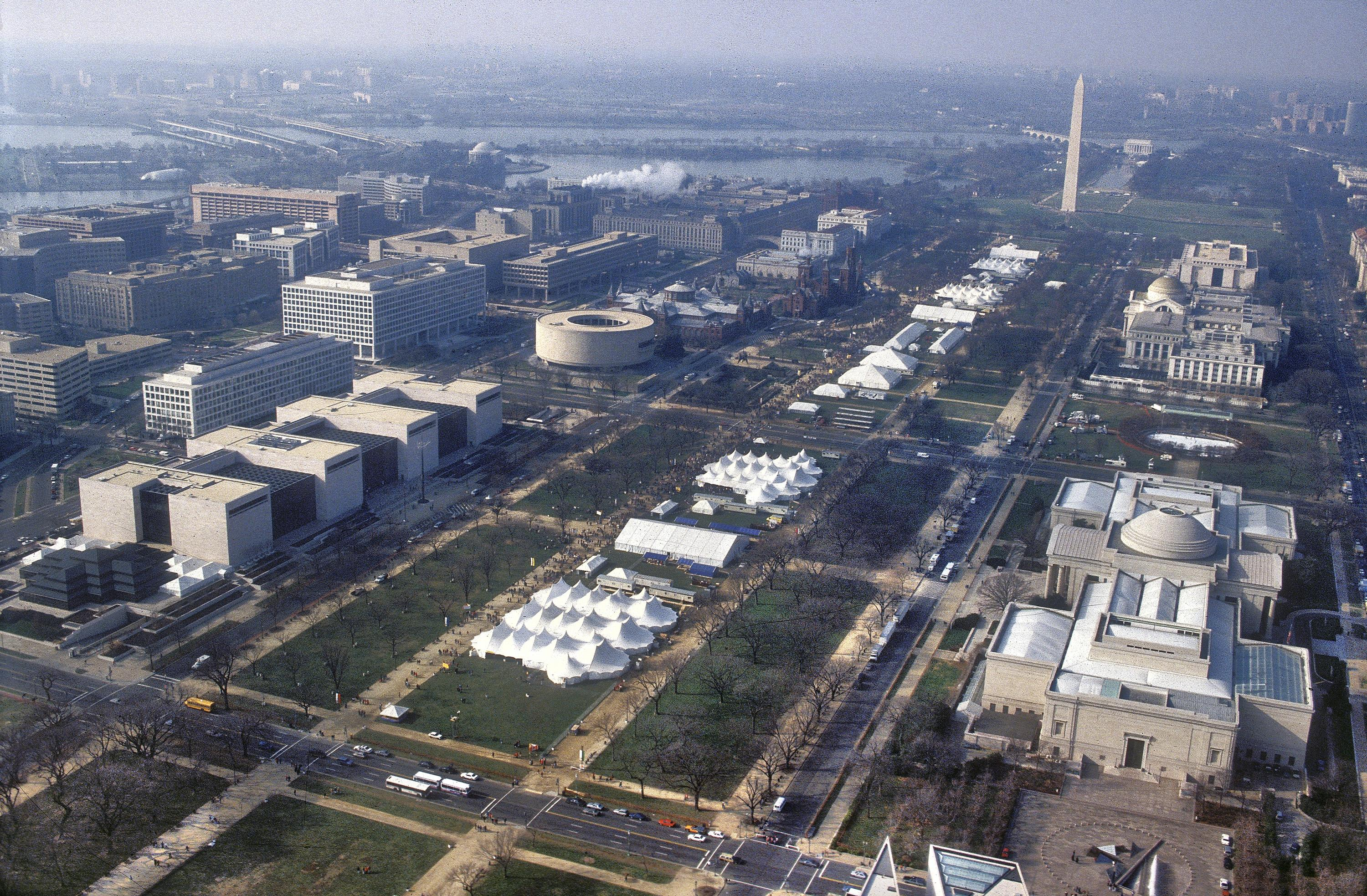
Vista aérea de varios museos smithsonianos en el National Mall, Washington D. C.

La Institución Smithsonian ha sido creada como un instrumento fideicomiso por ley del Congreso estadounidense, y es tanto legalmente como en la práctica un organismo del Gobierno Federal. De los 6300 trabajadores que laboran en esta entidad, más de dos tercios son empleados públicos. El Instituto cuenta con representación legal del Departamento de Justicia ante situaciones de juicio, cuyo costos son asumidos por la Tesorería.
La ley que sentó las bases de su fundación también creó una Junta de Gobierno cuyo propósito sería de regir y administrar esa entidad. Está compuesta por 17 miembros y se reunien cuatro veces al año. Entre sus integrantes se encuentran, ambos en calidad ex officio al presidente de la Corte Suprema y al vicepresidente de Estados Unidos. Además, se le suman tres senadores elegidos por el presidente del Senado; tres miembros la Cámara de Representantes elegidos por el presidente de la misma; y nueve civiles nominados por la Junta y aprobados por el Congreso. Los diputados o senadores que formen parte de este grupo mantendrán su puesto hasta finalizar su período legislativo. Los civiles, por otro lado, pueden cumplir como máximo dos mandatos de seis años cada uno. El jefe formal de la institución es el rector (Chancellor), tradicionalmente ejercido por el presidente de la Corte Suprema. 
El director ejecutivo de la entidad es el secretario, nombrado por la Junta de Gobierno, quien tiene el privilegio de tomar la palabra compareciendo ante el Senado estadounidense. Además, también ejerce de secretario de la Junta sin voto.

## Desarrollo
Aunque el primer secretario del Smithsonian, Joseph Henry, quería que la institución fuera un centro de investigación científica, también se convirtió en depositario de varias colecciones de Washington y del gobierno de Estados Unidos. La United States Exploring Expedition de la U.S. Navy circunnavegó el globo entre 1838 y 1842.  El viaje acumuló miles de especímenes animales, un herbario de 50 000 especímenes vegetales, y diversas conchas y minerales, aves tropicales, frascos de agua de mar y artefactos etnográficos del océano Pacífico Sur.  Estos especímenes y artefactos pasaron a formar parte de las colecciones del Smithsonian, como las recogidas por varios estudios militares y civiles del Oeste americano, entre ellos el Mexican Boundary Survey y el Estudio del ferrocarril del Pacífico, que reunieron muchos estudios sobre los pueblos nativos de los Estados Unidos y  especímenes de historia natural..
En 1846, los regentes desarrollaron un plan para la observación meteorológica; en 1847, se asignó dinero para la investigación meteorológica.  La institución se convirtió en un imán para jóvenes científicos de 1857 a 1866, que formaron un grupo llamado el Club Megatherium. El Smithsonian desempeñó un papel fundamental como institución estadounidense asociada en los primeros intercambios científicos bilaterales con la Academia de Ciencias de Cuba.

## Museos smithsonianos

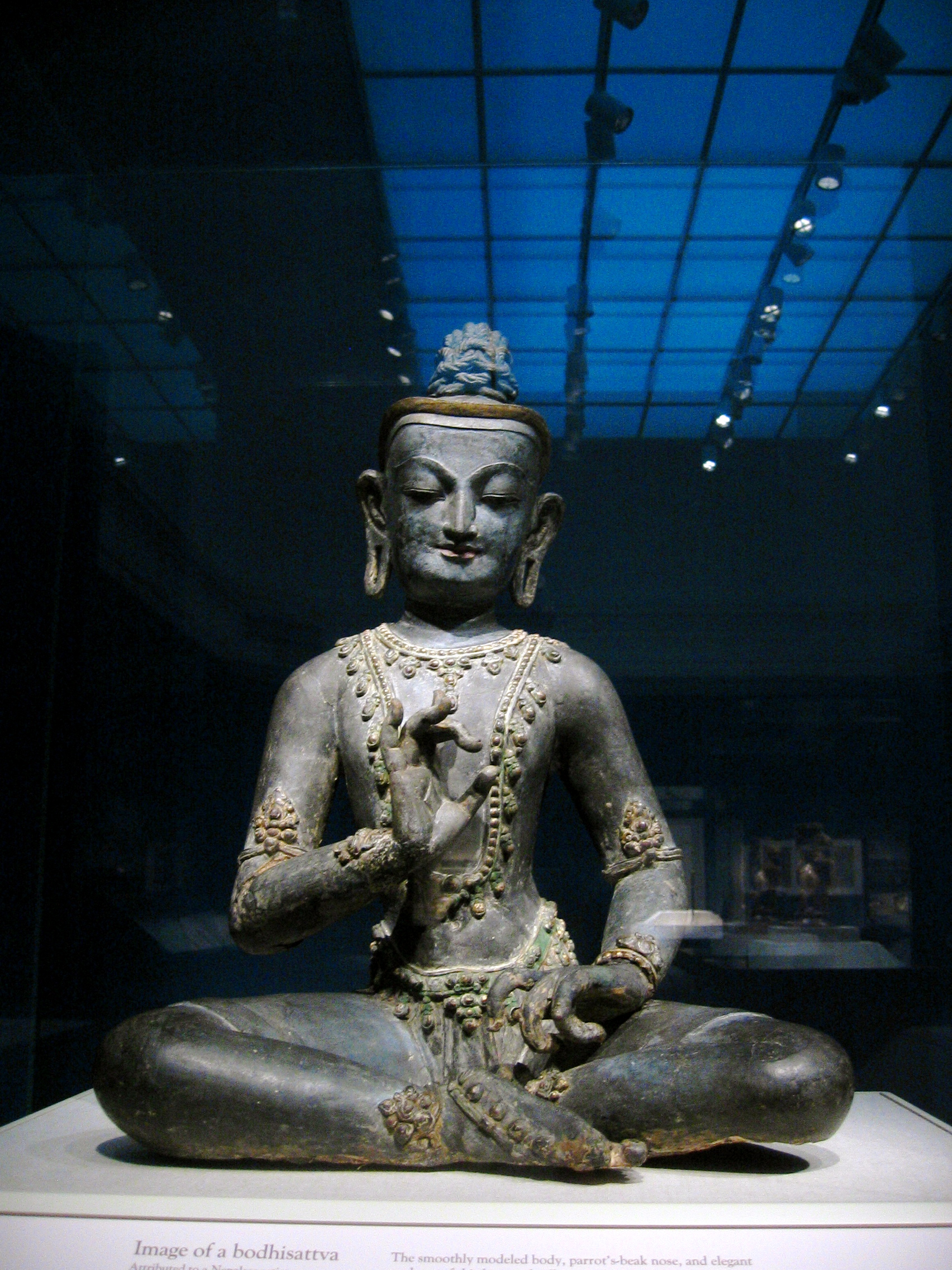
Estatua Bodhisattva conservada en la Galería Freer

### Washington D.C.
- Museo de la Comunidad de Anacostia. Centrado en la cultura e historia afroamericana.
- Galería Arthur M. Sackler. Museo de arte asiático, es un espacio subterráneo detrás del Castillo Smithsonian.
- Edificio de las Artes y la Industria.
- Galería Freer, dedicado al arte de Asia Oriental.
- Museo Hirshhorn y Jardín de Esculturas, de arte contemporáneo y moderno.
- Museo Nacional del Aire y el Espacio, sobre aeronáutica.
- Museo Nacional de Arte y Cultura Afroamericana
- Museo Nacional de Arte Africano, que contiene objetos de las culturas africanas.
- Museo Nacional de Historia Estadounidense.
- Museo Nacional del Indio Americano, con varias piezas de las culturas de los indios americanos procedentes de la colección de la Fundación Heye.
- Museo Nacional de Historia Natural de los Estados Unidos.
- Galería Nacional de Retratos.
- Museo Nacional Postal, que contiene exposiciones interactivas sobre la historia del Servicio Postal de los Estados Unidos y una amplia colección de sellos.
- Centro S. Dillon Ripley, que contiene las sedes de los asociados a la Institución.
- Smithsonian American Art Museum, museo de arte estadounidense y centro de conservación.
- Castillo de la Institución Smithsonian, donde se localizan las oficinas administrativas del Instituto.
- Parque Zoológico Nacional del Smithsonian.
- La Galería Nacional de Arte está afiliada al Smithsonian, pero se gestiona independientemente.

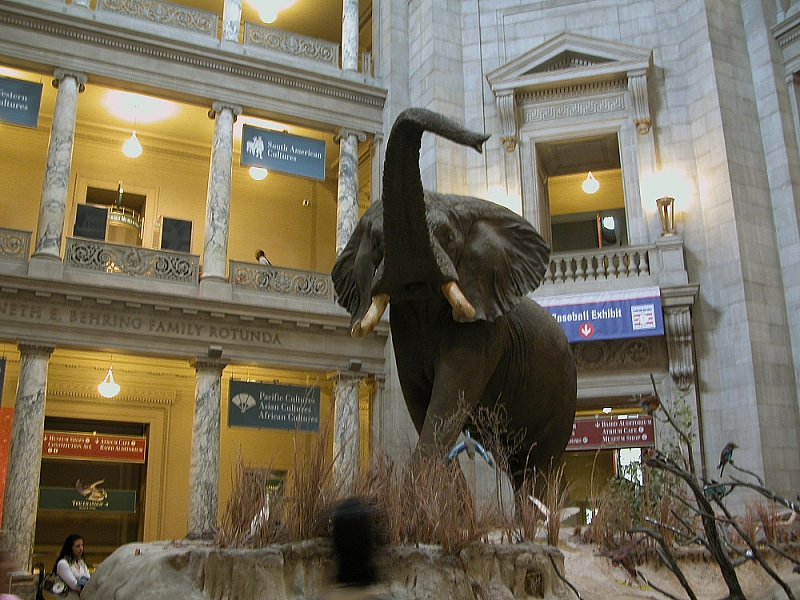
Elefante disecado, conservado en el vestíbulo del Museo Nacional de Historia Natural

### Nueva York
- Museo Nacional de Diseño Cooper-Hewitt, dedicado a la historia del diseño y al diseño contemporáneo; es el único museo de los Estados Unidos dedicado únicamente a esta temática.
- El Centro George Gustav Heye, sucursal y precursor del Museo Nacional de los Indios Americanos.

### Chantilly (Virginia)
- Centro Steven F. Udvar-Hazy, extensión del Museo Nacional del Aire y el Espacio situado junto al Aeropuerto Internacional Washington-Dulles.

### Leesburg (Virginia)
- Smithsonian Naturalist Center.

Además, existen 156 museos asociados al Instituto Smithsonian.

## Centros de investigación
La siguiente lista enumera los centros de investigación con su museo asociado entre paréntesis:
- Archivos del Arte Americano, en Washington D. C. y Nueva York.
- Observatorio Astrofísico del Smithsoniano y su asociado el Harvard-Smithsonian Center for Astrophysics.
- Estación Marina de Carrie-Bow (Museo Nacional de Historia Natural), para el estudio de los arrecifes de coral del mar Caribe.

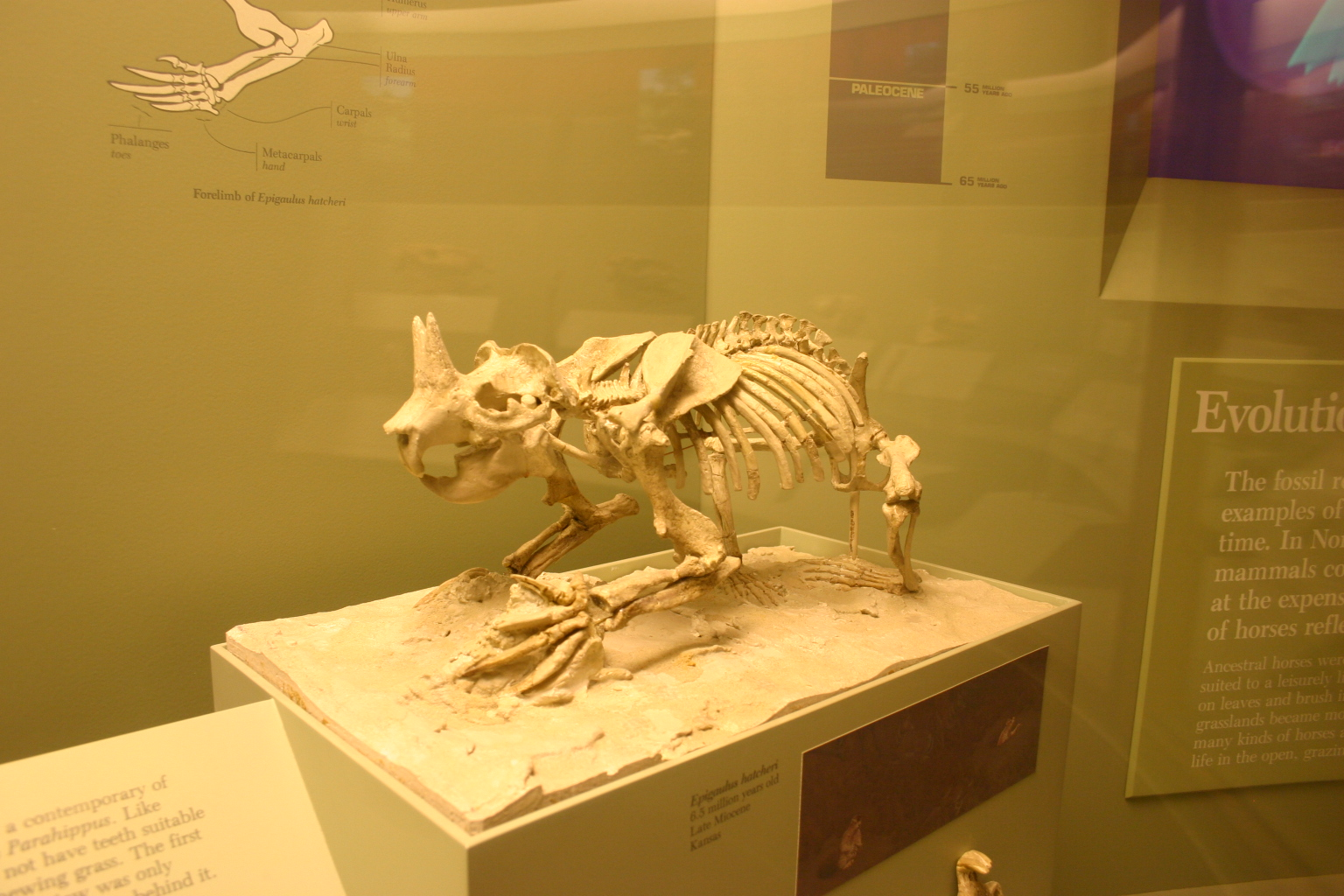
Ceratogaulus hatcheri expuesto en la Sala de los Fósiles del Museo Nacional de Historia Natural

- Centro para el Folclore y el Patrimonio Cultural.
- Centro de Investigación Smithsoniano del Medio Ambiente.
- Centro de Estudios Planetarios y de la Tierra (Museo Nacional del Aire y el Espacio).
- Centro de Conservación e Investigación (Parque Zoológico Nacional del Smithsonian).
- Estación Marina en Fort Pierce (Museo Nacional de Historia Natural).
- Centro de Aves Migratorias (Parque Zoológico Nacional del Smithsonian).
- Instituto de Conservación de Museos.
- Instituto Smithsonian de Investigaciones Tropicales (Panamá).
- Centro Internacional para Académicos Woodrow Wilson.
- Bibliotecas del Instituto Smithsonian.
- Smithsonian Institution Archives.
- Invernaderos del Museo de Ciencias Naturales Smithsonian

## Acceso abierto
El 25 de febrero de 2020, la Institución Smithsonian decidió liberar más de 2.8 millones de imágenes en el dominio público con una licencia Creative Commons, permitiendo de esta manera que sus imágenes puedan ser re-utilizadas libremente en sitios como Wikipedia.

## Controversias

### Controversias en la exhibición del Enola Gay
En 1995, surgió una controversia en torno a la exhibición del Museo Nacional del Aire y el Espacio con la exhibición del Enola Gay, el superbombardero utilizado por Estados Unidos para lanzar la primera bomba atómica de la Segunda Guerra Mundial. La Asociación de la Legión y la Fuerza Aérea Americana consideró que la exhibición solo presentaba una perspectiva del debate sobre los bombardeos atómicos de Hiroshima y Nagasaki, y que enfatizaba el efecto en las víctimas sin abordar su uso en el contexto general de la guerra. El Instituto Smithsoniano modificó la exhibición, exhibiendo la aeronave únicamente con sus datos técnicos y sin analizar su papel histórico en la guerra.

### Censura de lasTemporadas de la Vida y la Tierra(Seasons of Life and Land)
En 2003, funcionarios del Smithsonian censuraron y trasladaron al sótano la exposición del Museo Nacional de Historia Natural "Temporadas de la Vida y la Tierra" (Seasons of Life and Land) de Subhankar Banerjee, que presentaba fotografías del Refugio Nacional de Vida Silvestre del Ártico. Les preocupaba que su temática fuera demasiado controvertida políticamente.
En noviembre de 2007, The Washington Post informó de críticas internas sobre la gestión de la exposición sobre el Ártico por parte de la institución. Según documentos y correos electrónicos, la exposición y su presentación fueron editadas exhaustivamente para añadir "incertidumbre científica" sobre la naturaleza y el impacto del calentamiento global en el Ártico. El secretario interino del Smithsonian, Cristián Samper, fue entrevistado por el Post y afirmó que la exposición fue editada porque contenía conclusiones que iban más allá de lo que la climatología contemporánea podía demostrar. El Smithsonian participa actualmente en el Programa de Investigación del Cambio Global de EE. UU.